# Regne d'Elmet
El Regne d'Elmet fou un regne britànic independent que cobria part del territori de Yorkshire, entre el segle v i segle VII. Tot i que les seves fronteres exactes no són clares, sembla que estava delimitat pel Riu Sheaf en el sud i el Riu Wharfe en l'est. Era veí de Deira al nord i Mèrcia al sud, mentre que la seva frontera occidental topava amb Craven, el qual era possiblement un regne britànic menor. 
Elmet va ser envaït i conquerit per Northúmbria en la tardor de 616 o 626. Són força abundants les evidències topogràfiques i arqueologiques de la seva existència, així com referències en poesia gal·lesa primerenca, i fonts històriques com el Historia Brittonum i l'obra de Beda. El nom sobreviu per tot l'àrea a llocs com ara Barwick-dins-Elmet i Sherburn-dins-Elmet. 

## Història
Elmet fou un dels diversos regnes britans que aparegueren  al nord d'Anglaterra després que els Romans abandonessin les illes britàniques, com també ho foren Rheged, Strathclyde i Gododdin. La seva fundació no és clara; l'historiador Alex Woolf suggereix que la regió d'Elmet va tenir una identitat tribal distinta en temps pre-Romans i que aquesta identitat va emergir de nou després de la desfeta de l'Imperi Romà.
L'existència de Elmet és patent en la Historia Brittonum, on diu que el rei Edwin de Northúmbria "va ocupar Elmet i va expulsar Certic, rei d'aquell país". Beda, en la seva Historia ecclesiastica gentis Anglorum diu que Hereric, el pare de Santa Hilda de Whitby, fou assassinat a la cort del rei Ceretic. Generalment es presumeix que Ceretic/Certic era la mateixa persona, conegut també en fonts gal·leses com Ceredig ap Gwallog. Tanmateix, Beda no parla d'Elmet com d'un regne sinó com d'un bosc, silva Elmete. També esmenta que "els reis subsegüents es van fer una casa en el districte, el qual és anomenat Loidis" i la batalla de Winwaed també va succeir en la regió de Loidis – probablement l'àrea on avui en dia es troba la ciutat de Leeds.
Elmet tenia vincles amb Gal·les; una primerenca inscripció cristiàna trobada a Gwynedd llegeix "ALIOTVS ELMETIACOS IACET d'HIC", o "Aliotus l'Elmetià reposa aquí". Un cantref (divisió administrativa) de Dyfed també tenia per nom Elfed, l'equivalent gal·lès d'Elmet. Un nombre d'avantpassats de Ceretic apareixen en fonts gal·leses: un dels poemes de Taliesin és pel seu pare Gwallog ap Llaennog, qui pot haver-hi governat Elmet a finals del segle vi.
Cap al final del segle vi, Elmet va patir la creixent expansió dels regnes anglosaxons de Deira i Mèrcia. Tropes d' Elmet es van unir el 590 per lluitar contra els Angles de Bernicia, però el rei Gwallog d'Elmet va morir en batalla i Urien de Rheged va ser assassinat, desfent així l'aliança britona. 
Després que la unificació de Deira i Bernícia sota el regne de Northúmbria, aquests envaïren Elmet el 616. Ha estat suggerit que el casus belli per la invasió fou la mort per enverinar del noble de Northúmbria Hereric, qui era un membre exiliat de la casa reial de Northúumbria en la cort d'Elmet. Pot ser que Hereric fos enverinat pels seus amfitrions i Edwin de Northúmbria envaís Elmet per venjança; o pot ser que Edwin fes matar Hereric i envaís Elmet per castigar Ceredig ap Gwallog per donar-li refugi.
Després que la conquesta d'Elmet, aquest va quedar incorporat a Northúmbria el Dia de Pasqua del, 627 i les seves gents foren conegudes com a Elmetsæte. Així apareixen en el Tribal Hidage com els habitants d'un territori menor de 600 hides. El Elmetsæte probablement van continuar residint la part occidental de Yorkshire com a grup distint durant tot el període saxó i potser van donar suport a Cadwallon ap Cadfan quan aquest va envair i saquejar Northúmbria el 633. La biografia de Cathróe de Metz esmenta Loidam Civitatem com la frontera entre els vikings de Jórvík i el Britons de Strathclyde: si això es refereix a Leeds, essuggereix que part de l'antic Elmet va retornar a mans britones per un període breu en la primera meitat del segle X abans de la reconquesta anglosaxona.

### Reis de Elmet
- Masgwid Gloff? (c.460 – c.495)
- Llaennog ap Masgwid? (c.495 – c.540)
- Arthuis ap Masgwid? (c.540 – c.560)
- Gwallog ap Llaennog? (c.560 – 590)
- Ceretic (590 – 616) d. 618